# Centroptilum luteolum
Centroptilum luteolum ist eine Insekten-Art aus der Ordnung der Eintagsfliegen (Ephemeroptera).

## Merkmale der Larve
Der Körper ist bis zu 7 Millimeter lang. Form und Färbung des Körpers sowie Lebensweise ähneln der von Larven der Gattung Baetis. Die Antennen und Schwanzfäden sind ungefähr gleich lang. Die Tracheenkiemenblättchen sind spitz-eiförmig.

## Vorkommen und Lebensweise
Die Art kommt in Europa, Nordasien und Nordamerika vor. Die Larven leben in Flüssen und Bächen sowie stehenden Gewässern. Sie halten sich unter Steinen auf oder schwimmen. Ihre Nahrung besteht aus Periphyton. Die Generationsdauer beträgt ein Jahr. Die Flugzeit der Imagines reicht von Mai bis September. 

## Belege
- Herbert W. Ludwig: Tiere und Pflanzen unserer Gewässer. BLV Verlagsgesellschaft, München 2003, ISBN 3-405-16487-7, S. 166.